# Кочерёжки
Кочерёжки (укр. Кочережки) — село в Кочережковском сельском совете Павлоградского района Днепропетровской области
Украины.
Код КОАТУУ — 1223584001. Население по переписи 2001 года составляло 1670 человек.
Является административным центром Кочережковского сельского совета, в который, кроме того, входят сёла Желобок и Подлесное.

## Географическое положение
Село Кочерёжки находится на правом берегу реки Самара,
выше по течению на расстоянии в 1,5 км расположено село Вязовок,
ниже по течению на расстоянии в 2 км расположено село Подлесное,
на противоположном берегу — лесной массив урочище Мыщина Роща (сосна).
Около села расположены заболоченные озёра Лиман Большой и Лиман-Помецкий.
Через село проходит автомобильная дорога Т-0422.

## История
- Село Кочерёжки основано во второй половине XVIII века.
- Українське весілля, с.Кочережки, 1914
- Українське весілля, с.Кочережки, 1914
- Українське весілля, с.Кочережки, 1914
- В Кочережском лесу в 1941 году действовал отряд НКВД под руководством Кабака П. К.[2]

## Экономика
- «Агро-Самара», ООО.
- Кочерёжская охотничье-рыболовная база.

## Объекты социальной сферы
- Школа.
- Детский сад.
- Фельдшерско-акушерский пункт № 1.
- Фельдшерско-акушерский пункт № 2.

## Достопримечательности
- Братская могила советских воинов.